# 樂樂媃媃
樂樂媃媃（英語：Melody & Rose，2006年4月26日—），是台灣的一對雙胞胎童星，本名邱苡晰、邱苡媃，台北人。她们主持雅虎奇摩影音節目《大小通吃》，訪問過很多台湾明星。經紀公司為宝丽来国际娱乐，代表作品有《原来是美男》、《幸福兌換券》等。

## 影視作品

### 電視劇
| 年份 | 播出頻道         | 劇名             | 飾演                        | 合作演員                                                             | 备注       |
| 2013 | 八大綜合台       | 原来是美男       | 高美男，高美女（童年）      | 汪東城、程予希、黃仁德、蔡旻佑                                       | 樂樂、媃媃 |
| 2014 | 八大綜合台       | 終極X宿舍        | 朱莉亞（童年）              | 汪東城、藍心湄那維勛、陳博正、SpeXial、寒、黃小柔、阿喜、陳德修      | 樂樂       |
| 2014 | 三立都會台       | 幸福兌換券       | 徐樂樂、徐媃媃              | 胡宇威、袁艾菲、謝坤達、是元介、翁滋蔓                               | 樂樂、媃媃 |
| 2015 | 八大綜合台       | 終極惡女         | 王茉兒 (童年)               | 汪東城、、那維勛、陳博正、SpeXial、強辯樂團、陳德修A.N.D.            | 樂樂       |
| 2015 | 台視、三立都會台 | 聽見幸福         | 雙胞胎病童                  | 王傳一、任容萱、威廉、邵翔、雷瑟琳                                   | 樂樂、媃媃 |
| 2015 | 三立都會台       | 軍官·情人        | 杜天天                      | 馬之秦、寇世勳、劉品言、安哲、周采詩、修杰楷、張勛傑、孫其君、陽詠存 | 樂樂       |
| 2015 | 台視             | 愛上哥們         | 雁庭                        | 陳楚河、賴雅妍、邵翔、畢書盡、陳語安                                 | 媃媃       |
| 2016 | 芒果TV           | 终极游侠         | 蕭敏(童年)                  | 罗云熙、程砚秋 、SpeXial-Evan、程予希                                | 樂樂       |
| 2017 | 三立都會台、台視 | 我的愛情不平凡   | 平安(童年)、平凡(童年)      | 楊一展、蔡黃汝、周孝安、陳敬宣、阿喜                                 | 樂樂、媃媃 |
| 2018 | 三立都會台、台視 | 三明治女孩的逆襲 | 宋亞欣 宋弘德、萬貴妃的女兒 | 張立昂、葉星辰、林子閎、邵翔、廖奕琁                                 | 媃媃       |
| 2018 | 東森綜合台、台視 | 愛的3.14159      | 趙圓滿(童年)                | 邵雨薇、吳思賢、陳大天、楊小黎                                       | 樂樂       |

### MV作品
- 王诗安「我的我自己」

### 微電影
- 法國巴黎人壽《睡美人》微電影
- sasa睫毛膏
- 遠雄人壽《願望》微電影

## 外部連結
- 雙胞胎樂樂媃媃的Facebook專頁
- YouTube上的雙胞胎樂樂媃媃頻道
- 雙胞胎樂樂媃媃的新浪微博
- 雙胞胎樂樂媃媃的Instagram帳戶